# هدب العين
الهُدْب (جمعه أهداب، واحدته هُدْبَة) أو هدب العين، يسمى خطأ رمش العين (بالإنجليزية: Eyelash)‏، شعيرات تنمو على حافة الجفن. الهُدْب تحمي العين من الحطام، وتتذر عند التتحسس من الغبار أو حشرة قرب العين.
تزيد العين جمالاً يثير قرائح الشعراء، فقد تغنى بها الشعراء.

## الفرق بين الهُدب والرمش
الاسم الشائع لوصف أشعار جفن العين هو الرمش أو الرموش، وهي أسماء ليست بالفصيحة، فالاسم الوارد في المعاجم هو الهُدْب ومفرده هُدبة، وجمع الجمع هو أهداب. أمَّا الرَّمَش فلم يرد بهذا بالمعنى، بل هو آفة تصيب أجفان العين. ورد في أساس البلاغة: الرَّمَش: تفتُّل في الشعر وحمرة في الجفون مع ماء يسيل، فهو أرمش، والعين رَمشاء.

## التجميل
هناك عدة طرق لتجميل هُدْب العين منها الهُدْب الأصطناعية والتكحل والمَسْكَرَة (ويكون التكحل من بداية موق العين إلى لاحظها)، ويمكن إنبات الهُدْب المنتوفة أو المتساقطة بواسطة نواة التين المحروقة وزيت الخروع أو زيت أرگان.
ومن طرق تطويل الهُدْب كذلك قص أطرافها بالمقص وبعد مرور حوالي شهر نلاحظ طول وكثافة واضحة للهُدْب بالإضافة إلى مسحها بزيت الزيتون وزيت الخروع المعروفين بزيادة كثافة الهُدْب وطولها فالهُدْب سر جمال العينين وملاحظة يجب تفادي النوم والمَسْكَرَة في العينين يجب غسل كل الوجه يوميا بالماء الدافئ لجعل مسامات الوجه ترتاح وكذا راحة العينين.

## الصحة
الهُدْب هي أهم منطقة في العين لأن الهُدْب تمنع من دخول الحشرات الصغيرة إلى العين؛ لأنها حساسة جداً. وتتعرض الهُدْب أحياناً إلى التساقط والسبب:

### أسباب تساقط الهُدْب
- ضعف جهاز المناعة في الجسم، نتيجة إصابته بالحمى الذؤابية، وداء الثعلبة البقعية، حيث إن أعراض هذين المرضين تتمثلان في سقوط الشعر وخاصة شعر الهُدْب.[6]

- أضطرابات الغدة الدرقية، وأختلال في مستوى الهرمونات في الجسم.

- سوء التغذية واتباع نظام غذائي سيئ.
- حساسية العين اتجاه بعض المستحضرات التجميلية.

- أستخدام مَسْكَرَة مضادة للماء، وهذا النوع من المَسْكَرَة يحتاج إلى فرك الهُدْب حتى يتم التخلص منه.

- الإصابة ببعض الأمراض مثل الرمد الصديدي، والتهاب الجفون، وكذلك تعرض العين لمادة كاوية.
- الإرهاق والتعب والأنيما ومرحلة ما بعد الولادة للنساء(النفاس).

- أستخدام مكبس الهُدْب بشكل يومي.
- فرك العين بشكل قوي وشديد وخاصة مع مرحلة تبديل الهُدْب.

### علاج تساقط الهُدْب
- تطبيق زيت اللوز الحلو على الهُدْب باستخدام فرشاة المَسْكَرَة بشكل يومي، فهذا الزيت يعمل على زيادة كثافة الهُدْب، كما أنه يضفي على الهُدْب لمعاناً وبريقاً مميزين.

- تمشيط الشعر بزيت الخروع، وذلك باستخدام فرشاة المَسْكَرَة، ويجب تطبيق هذه الطريقة مرتين كل يوم حتى الحصول على النتيجة المرغوب بها، وتجدر الإشارة إلى أن زيت الخروع يحتوي على خصاص تمكنه من تكثيف الهُدْب، وزيادة طولها.
- مسح الهُدْب بقطنة مغموسة بالحليب، فالحليب من المواد الطبيعية الفعالة في زيادة كثافة وطول الهُدْب، كما أن الحليب كان يستخدم منذ عصر المصريين القدامى في حل مشكلة الهُدْب.
- ترطيب الهُدْب باستخدام قطنة مغموسة بمغلي البصل، فهذا المغلي يعمل على تغذية الهُدْب، وبالتالي يعمل على تقويتها وزيادة كثافتها، ويحضر مغلي البصل بإضافة قطع البصل إلى بعض الماء، ويوضع الخليط على النار حتى يغلي.

## الحفاظ على الهُدْب
يمكن الحفاظ على صحة الهُدْب وقوتها من خلال:
- اختيار المستحضرات التجميلية الخفيفة للعينين.
- الحرص على تنظيف الوجه وخاصة العينين من بواقي المستحضرات التجميلية، باستخدام المناديل المخصصة لتنظيف بقايا التجميل، ومن ثم باستخدام الماء والصابون، للتأكد من تنظيف الوجه بشكل كامل من المكياج.
- الحرص على تناول أطعمة غذائية غنية بالعناصر الغذائية المفيدة للهُدْب، مثل فيتاميني أي وجي، وكذلك الزنك والمغنيسيوم. الحرص على شرب كميات كافية من المياه بشكل يومي.